# Tashiro Kanichirō
Tashiro Kanichirō (田代 皖一郎 Điền Đại Hoàn Nhất Lang), sinh ngày 1 tháng 10 năm 1881 mất ngày 16 tháng 7 năm 1937, là một Trung tướng trong Lục quân Đế quốc Nhật Bản, tham gia giai đoạn đầu Chiến tranh Trung-Nhật.

## Tiểu sử
Cùng với tướng Katsuki Kiyoshi, cả hai xuất thân từ tỉnh Saga. Tashio tốt nghiệp khóa 15 của Trường Sĩ quan Lục quân (Đế quốc Nhật Bản) vào năm 1903 và khóa 25 trường Đại học Lục quân (Đế quốc Nhật Bản) năm 1913. Năm 1921, ông đi cùng phái đoàn Nhật Bản đến Hội nghị Giải trừ quân bị ở Washington. Khi trở về Nhật, ông là thanh viên của Bộ Tổng Tham mưu Quân đội Đế quốc Nhật Bản, bao gồm cả thời gian ông đóng quân tại Hán Khẩu, Trung Quốc từ năm 1923- 1924. Thăng chức Đại tá Lực lượng Bộ binh vào năm 1924, ông nhận lệnh chỉ huy Trung đoàn 30 Bộ binh IJA.
Tashiro trở thành Phó Trưởng phòng số 5 (Tình báo châu Á), Cục 2 trong Bộ Tham mưu năm 1926, và năm 1930 được thăng chức Thiếu tướng, khi ông khi chỉ huy Lữ đoàn 27 Bộ binh IJA.
Ông là tham mưu trưởng Thượng Hải Viễn Chinh quân vào năm 1932, khi khi xảy ra những sự cố đầu tiên tại Thượng Hải. Từ năm 1933 - 1934, ông giữ chứ chỉ huy Quân đội Kempeitai thuộc đạo quân Quan Đông tại Mãn Châu, và từ năm 1934- 1935 giữ chức Chỉ huy trưởng cảnh sát quân sự.
Từ năm 1935- 1936, Tashiro sau đó quay lại chỉ huy Sư đoàn 11 IJA, và giữ chức Tổng Tư lệnh Quân đoàn Thường trực Trung Quốc từ năm 1936 - 1937, khi xảy ra sự kiện Lư Câu Kiều.
Ông nhập viện vì bệnh tim và qua đời tại Thiên Tân vào năm 1937.

### Sách
- Dorn, Frank (1974). The Sino-Japanese War. MacMillan: From Marco Polo Bridge to Pearl Harbor. ISBN 0025322001.